# Cruz de distinción de la Batalla de Talavera de la Reina
La Cruz de distinción de la Batalla de Talavera de la Reina es una distinción instituida por el Consejo de Regencia de España e Indias por Real Resolución de 8 de diciembre de 1810 de 9 de mayo de 1823, para recompensar a los participantes en la Batalla de Talavera de la Reina, acaecidada el 28 de julio de 1809.

## Descripción
Según la resolución por la que se creaba es descrita como una:
Cruz esmaltada de blanco con corona real de oro, el letrero "Talavera, 28 de julio de 1809", repartido en los cuatro brazos de la Cruz.
En la misma resolución se cita al oficial inglés Sir Samuel Ford Whittingham, conocido en España por Santiago Whitingham, como autor del diseño de la misma. Se trata de una cruz de malta pometeada esmaltada de blanco y con los bordes dorados, conteniendo en cada una de los brazos de la cruz una parte de la leyenda "Talavera, 28 de julio de 1809".
Se portaba en el ojal de la casaca con una cinta negra y roja.
Por Real Orden de 7 de julio de 1811 se dictan reglas para la obtención de la misma, con el fin de atajar las arbitrariedades que se había producido hasta entonces.